# Canthidium haroldi
Canthidium haroldi är en skalbaggsart som beskrevs av Preudhomme de Borre 1886. Canthidium haroldi ingår i släktet Canthidium och familjen bladhorningar. Inga underarter finns listade.